# Paramussardia bothai
Paramussardia bothai är en skalbaggsart som beskrevs av Stefan von Breuning 1981. Paramussardia bothai ingår i släktet Paramussardia och familjen långhorningar. Inga underarter finns listade i Catalogue of Life.